# Пасозењи (Болоња)
Пасозењи (итал. Passosegni) је насеље у Италији у округу Болоња, региону Емилија-Ромања.
Према процени из 2011. у насељу је живело 98 становника. Насеље се налази на надморској висини од 11 м.